# Białoruski Okręg Wojskowy
Białoruski Okręg Wojskowy (ros. Белорусский военный округ) – operacyjno-terytorialny związek radzieckich sił zbrojnych.

## Formowanie i zmiany organizacyjne
Sformowany w 1943 na bazie elementów Moskiewskiej Strefy Obrony. Dowództwo okręgu początkowo stacjonowało w Smoleńsku, a od 1944 w Mińsku. W latach 1944–1945 jako Białorusko-Litewski Okręg Wojskowy obejmował obszary Białorusi i Litwy. Od 9 lipca 1945 do 26 stycznia1946 rozdzielony na Miński Okręg Wojskowy sformowany na bazie dowództwa 3 Armii i Baranowicki OW sformowany w oparciu o elementy 3 Frontu Białoruskiego z dowództwem w Bobrujsku  nieobejmujące terytorium Litwy. W 1991 Białoruski Okręg Wojskowy obejmował  terytorium Białoruskiej Socjalistycznej Republiki Radzieckiej, pozostawał w podporządkowaniu Głównego Dowództwa Kierunku Zachodniego ze sztabem w Legnicy.

## Struktura organizacyjna
Skład w 1990
- dowództwo Okręgu – Mińsk
- 5 Armia Pancerna
- 7 Armia Pancerna
- 28 Armia
- 45 Dywizja Pancerna
- 120 Dywizja Zmechanizowana
- 231 Dywizja OT
- 51 Dywizja Artylerii
- 38 Brygada Desantowo-Szturmowa
- 5 Brygada SpecNaz
- 13 Brygada Artylerii